# Bernardo Florio
Bernardo Florio, O.Cruc. (1587 – 14 de fevereiro de 1656) foi um prelado católico romano que serviu como arcebispo de Zadar (1621–1642) e bispo de Canea (1642–1656).

## Biografia
Bernardo Florio nasceu em 1587 em Veneza, na Itália, e foi ordenado sacerdote nos Cónegos Regulares da Ordem da Santa Cruz. A 7 de junho de 1621, foi nomeado durante o papado de Paulo V como Bispo de Canea. No dia 13 de junho de 1621, foi consagrado bispo por Giovanni Garzia Mellini, cardeal-sacerdote de Santi Quattro Coronati com Paolo De Curtis, bispo emérito de Isérnia, e Girolamo Ricciulli, bispo de Belcastro, servindo como co-consagradores. No dia 28 de abril de 1642, foi nomeado Arcebispo de Zadar durante o papado de Urbano VIII, onde serviu como bispo até à sua morte a 14 de fevereiro de 1656.

## Sucessão episcopal
Enquanto bispo, foi o principal co-consagrador de:
- Marino Badoer, Bispo de Pula (1641);
- Vincenzo Milani, Bispo de Caorle (1641);
- Paolo Ciera, bispo de Vieste (1642); e
- Milano Bencio, bispo de Canea (1642).